# 売掛金元帳
売掛金元帳（うりかけきんもとちょう）は会計帳簿の一つで、得意先別に売掛金の状況を把握するために記録する帳簿。別名、得意先元帳ともいう。補助簿の中の補助元帳一つで必ずしも作成しなければならない訳ではない。